# Pol Lirola
Pol Mikel Lirola Kosok (* 13. August 1997 in Mollet del Vallès) ist ein spanischer Fußballspieler. Der Abwehrspieler steht bei Olympique Marseille unter Vertrag.

## Karriere

### Im Verein
Lirola entstammt der Jugend von Espanyol Barcelona und wurde 2015 vom italienischen Erstligisten Juventus Turin unter Vertrag genommen. Nach einer Spielzeit in der Jugend wurde Lirola in den Herrenbereich übernommen. Bereits im Juli 2016 wurde er für zwei Jahre an die US Sassuolo Calcio verliehen. In der Saison 2016/17 absolvierte er 22 Partien für Sassuolo. Im Januar 2018 wurde Lirola fest von Sassuolo verpflichtet. Er lief in der Saison 2017/18 in 24 Spielen auf. 2019 wechselte er zunächst auf Leihbasis für ein Jahr, im Anschluss fest zu AC Florenz. Im Januar 2021 wurde der Spanier bis zum Saisonende nach Frankreich an Olympique Marseille verliehen. Nach Ablauf der Leihe verpflichtete Marseille ihn fest. Im August 2022 schloss er sich leihweise mit anschließender Kaufoption für eine Saison dem FC Elche an.
Im Sommer 2023 kehrte er auf Leihbasis – auch in diesem Fall mit anschließender Kaufoption – in die italienische Serie A zurück und unterschrieb einen Vertrag mit Frosinone. Dort absolvierte er 25 Ligaspiele, bevor er nach Marseille zurückkehrte. In der Saison 2024/25 kam er in der Ligue 1 auf 19 Einsätze, davon fünf von Beginn an.

### In der Nationalmannschaft
Lirola absolvierte 2013 eine Partie für die U-17-Nationalmannschaft Spaniens. Im September 2017 gab er sein Debüt für die U-21-Auswahl Spaniens.

## Erfolge
- U 21-Europameister: 2019